# Kikuo Wada
Kikuo Wada (和田 喜久夫, Wada Kikuo) est un lutteur japonais spécialiste de la lutte libre né le 1er mars 1951 dans la préfecture de Niigata (Honshū) et mort le 8 mai 2025 à Nagaoka (préfecture de Niigata, Honshū).

## Biographie
Lors des Jeux olympiques d'été de 1972, Kikuo Wada remporte la médaille d'argent en combattant dans la catégorie des -68 kg.